# Голо слепо куче
Голо слепо куче (лат. Heterocephalus glaber) је врста глодара који живот проводи под земљом. Припада монотипичном роду Heterocephalus, за који се донедавно веровало да припада истој породици којој припадају други афрички слепи кучићи Bathyergidae, међутим према резултатима најновијих студија утврђено је да чини посебну породицу Heterocephalidae.

## Опис
Просечна јединка достиже дужину од 8–10 cm и тежину од 30-35 g. Краљице су веће и могу тежити много више од 50 g, чак до 80 g. Добро је прилагођено животу под земљом. Очи су му веома мале, као и оштрина вида. Ноге су танке и кратке, међутим веома се вешто креће под земљом и може се једнако брзо кретати уназад као и унапред. Своје велике зубе користи за копање, усне се затварају одмах иза зуба, чиме се спречава упадање земљу у уста при копању. Скоро уопште нема длака на телу (одакле потиче име врсте), кожа му је изборана и ружичаста или жућкаста. Нема изолациони слој коже и једини је сисар који је скоро у потпуности хладнокрван (ектотерм).
Голо слепо куче нема осећај бола у кожи и има веома ниску метаболичку и респираторну стопу. Дуговечно је и отпорно на рак и недостатак кисеоника.
Поред дамараландског слепог кучета, голо слепо куче је једини еусоцијални сисар.

## Распрострањење
Ареал врсте је ограничен на мањи број држава. Врста је присутна у Етиопији, Сомалији, Кенији и Џибутију.

## Угроженост
Ова врста није угрожена, и наведена је као последња брига јер има широко распрострањење.